# Дэвис, Эндрю (сценарист)
Э́ндрю Уи́нфорд Дэ́вис (англ. Andrew Wynford Davies, род. 20 сентября 1936) — уэльский сценарист и писатель. Наиболее известен по адаптации «Гордости и предубеждения», «Ярмарки тщеславия», «Доктора Живаго», «Разума и чувств», «Крошки Доррит», «Войны и мира» и «Отверженных» для телевидения; и «Дневника Бриджит Джонс» и «Бриджит Джонс: Грани разумного» для кино. Также является создателем телесериалов «Карточный домик» и «Мистер Селфридж».
В 2002 году стал лауреатом BAFTA Academy Fellowship Award.

## Фильмография

### Кино
- Круг друзей (1995)
- Портной из Панамы (2001)
- Дневник Бриджит Джонс (2001, с Хелен Филдинг и Ричард Кёртис)
- Бриджит Джонс: Грани разумного (2004, с Хелен Филдинг)
- Возвращение в Брайдсхед (2008)
- Мушкетёры (2011)

### Телевидение
- Легенда о короле Артуре (1979)
- Служить им каждый свой день (1980)
- Dark Towers (1981)
- Диана (1984)
- Badger Girl (1984)
- Очень специфичная практика (1986-88)
- Mother Love (1989)
- Карточный домик (1990)
- Anglo-Saxon Attitudes (1992)
- The Old Devils (1992)
- Зайти с короля (1993)
- Ветер перемен (1994)
- Game On (1995, с Бернадетт Дэвис)
- Гордость и предубеждение (1995)
- Карточный домик. Окончательное решение (1995)
- Эмма (1996)
- Волчица (1996)
- Успехи и неудачи Молл Фландерс (1996)
- Bill’s New Frock (1997)
- Ярмарка тщеславия (1998)
- Жёны и дочери (1999)
- Ищи себе пару (2000)
- Дороги, которые мы выбираем (2001)
- Даниэль Деронда (2002)
- Доктор Живаго (2002)
- Бархатные ножки (2002)
- Он так и знал (2004)
- Холодный дом (2005)
- Линия красоты (2006)
- Нортенгерское аббатство (2007)
- Комната с видом (2007)
- Фанни Хилл[англ.] (2007)
- Разум и чувства (2008)
- Крошка Доррит (2008)
- Спи со мной (2009)
- Южный Райдинг (2011)
- Мистер Селфридж (2013)
- Карточный домик (2013)
- Квирк (2014)
- Поэт в Нью-Йорке (2014)
- Война и мир (2016)
- Отверженные (2019)
- Сэндитон (2019)
- Трофеи Пойнтона (TBA)
- Who Speaks For England (TBA)